# 马其顿大学

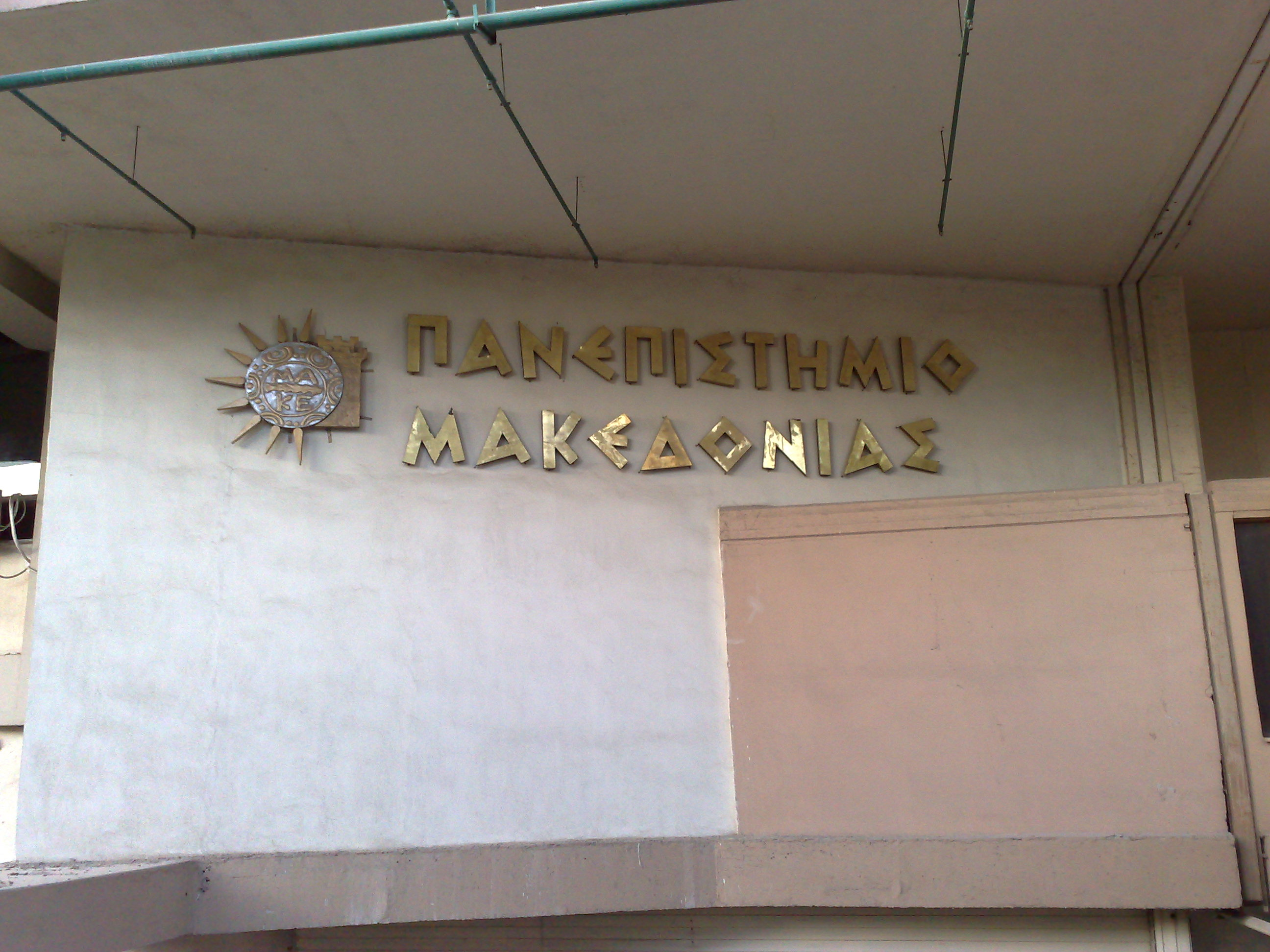
馬其頓大學

马其顿大学（希腊语:  or Panepistímio Makedonías），希腊塞萨洛尼基市的一所公立大学，成立于1957年。马其顿大学设有147个系。现有学生8000名。在塞萨洛尼基，其规模仅次于亚里士多德大学。

## 历史
马其顿大学原名塞萨洛尼基高等工业研究学校。1991年，改為现名。